# Napaeus isletae
Napaeus isletae е вид коремоного от семейство Enidae. Видът е критично застрашен от изчезване.

## Разпространение
Разпространен е в Испания (Канарски острови).